# Brenthis praenikator
Brenthis praenikator är en fjärilsart som beskrevs av Ruggero Verity 1933. Brenthis praenikator ingår i släktet Brenthis och familjen praktfjärilar. Inga underarter finns listade i Catalogue of Life.